# آتلانتیک پترولیوم
آتلانتیک پترولیوم (به انگلیسی: Atlantic Petroleum) شرکت نفت و گاز مستقر در جزایر فارو است، که در زمینه اکتشاف و تولید نفت فعالیت می‌کند.
حوزه فعالیت این شرکت در پروژه‌های نفت و گاز واقع در جزیره ایرلند و بخش بریتانیایی دریای شمال می‌باشد. شرکت آتلانتیک پترولیوم از سال ۲۰۰۱ کلیه فعالیت‌های خود را با مشارکت شرکت‌های هس کورپوریشن، بی‌جی گروپ و دونگ انرژی اجرا می‌نماید.